# Superliga de Eslovaquia 2005-06
La Superliga de Eslovaquia 2005-06 fue la 13.ª edición de la Superliga eslovaca de fútbol. Participaron 10 equipos, y el MFK Ružomberok ganó su primer campeonato. Los goleadores fueron Róbert Rák (Nitra) y Erik Jendrišek (MFK Ružomberok).

## Tabla de posiciones
|    | Equipo                   | PJ | PG | PE | PP | GF | GC | DG  | Pts |
| -- | ------------------------ | -- | -- | -- | -- | -- | -- | --- | --- |
| 1  | MFK Ružomberok           | 36 | 26 | 2  | 8  | 65 | 28 | +37 | 80  |
| 2  | Artmedia Bratislava      | 36 | 23 | 5  | 8  | 58 | 33 | +25 | 74  |
| 3  | Spartak Trnava           | 36 | 21 | 5  | 10 | 57 | 31 | +26 | 68  |
| 4  | MŠK Žilina               | 36 | 18 | 6  | 12 | 69 | 44 | +25 | 60  |
| 5  | Nitra                    | 36 | 12 | 9  | 15 | 42 | 48 | -6  | 45  |
| 6  | FK Dukla Banská Bystrica | 36 | 12 | 6  | 18 | 37 | 42 | -5  | 42  |
| 7  | FK AS Trenčín            | 36 | 11 | 6  | 16 | 31 | 49 | -18 | 42  |
| 8  | MFK Dubnica              | 36 | 10 | 10 | 16 | 41 | 55 | -14 | 39  |
| 9  | FK Inter Bratislava      | 36 | 7  | 9  | 20 | 27 | 62 | -35 | 30  |
| 10 | FK Matador Púchov        | 36 | 7  | 5  | 24 | 29 | 64 | -35 | 26  |

PJ = Partidos jugados; PG = Partidos ganados; PE = Partidos empatados; PP = Partidos perdidos; GF = Goles a favor; GC = Goles en contra; DG = Diferencia de gol; Pts = Puntos
|  | Clasificado a la segunda fase previa de la Liga de Campeones de la UEFA 2006-07 |
|  | Clasificado a la primera fase previa de la Copa de la UEFA 2006-07              |
|  | Clasificado a la primera fase Copa Intertoto de la UEFA 2006                    |
|  | Descendido a la Primera Liga de Eslovaquia                                      |